# Сютаев, Василий Кириллович
Василий Кириллович Сютаев (19 апреля 1824—1892) — крестьянин Тверской губернии, Новоторжского уезда (ныне Торжокского района), деревни Шевелино, основатель религиозно-нравственного учения, последователи которого получили название «сютаевцев», крепостной помещика Леонида Николаевича Львова (1783—1847) — старшего сына Львова Николая Александровича (1753—1803).
В начале 1870-х годов в Петербурге сблизился с революционными народниками. Во взглядах Сютаева евангельские принципы сочетались с идеями народничества.
В 1874 году вернулся в Шевелино и основал своеобразную общину, выступал с проповедью идей свободы, всеобщего братства и труда во имя счастья народа, обличал официальное православие и критиковал политику правительства, был против частной собственности. Находился под негласным надзором полиции.
Сютаев основал своё учение единственно на Новом Завете, который (в русском переводе) он знал наизусть. Главное, в глазах Сютаева — взаимная любовь среди людей. «Истинное христианство в любви — где любовь, там и Бог». Все неустройства жизни, по мнению Сютаева, происходят от недостатка любви среди людей; от того же зависит и величайшая несправедливость — война. Достигнуть счастья люди должны на земле: «Что там будет, — говорил Сютаев, — не знаю, на том свете не был». К осуществлению своего идеала Сютаев стремился путём самосовершенствования. Как и сам Сютаев, его последователи старались жить безупречно, говорить всегда правду, делиться всем и со всеми. Сютаевцы, не занимаясь специально пропагандой, охотно всем сообщали свои взгляды на жизнь. Они были чужды аскетизма и мистицизма; замечательно было среди них отсутствие суеверий. Отношение их к окружающему миру было, хотя и отрицательное, но не враждебное; они считали несогласных с ними людей только заблуждающимися. Сютаевцы не ходили в церковь, не признавали таинств, не поклонялись ни иконам, ни святым, не признавали мощей, не постились, дома не справляли никаких богослужений, молитв и треб, отрицали присягу.
На Сютаева и его учение впервые было обращено внимание в 1876 году, когда возникло судебное дело по обвинению Сютаева местным духовенством в некрещении внука. Вскоре Иван Васильевич Сютаев (1856—1928) — сын В. К. Сютаева при поступлении в военную службу отказался присягать и брать оружие. В литературе впервые было сообщение о Сютаеве в «Тверском вестнике». В сентябре 1881 года Сютаева в Шевелине посетил Л. Н. Толстой, на которого произвели большое впечатление личность, идеи и образ жизни крестьянского мыслителя, оказавшие, по признанию писателя, большое влияние на его мировоззрение. Впоследствии Сютаев не раз бывал у Толстого в Москве. В беседе с Г. А. Русановым в 1883 году Толстой сказал:

Да, удивительно! Мы с Сютаевым совершенно различные, такие непохожие друг на друга люди ни по складу ума, ни по степени развития, шедшие совершенно различными дорогами, пришли к одному и тому же совершенно независимо один от другого!

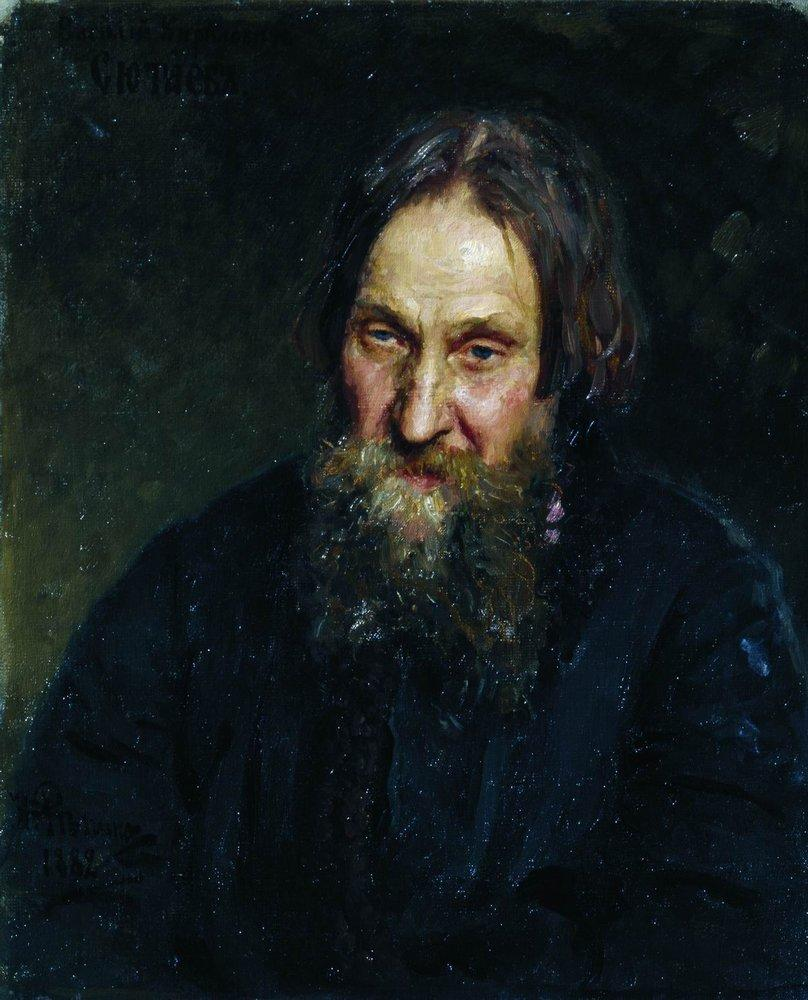
В. К. Сютаев. Портрет работы И. Е. Репина (1882)

Художник Илья Ефимович Репин в московском доме Льва Николаевича Толстого (Малый Левшинский переулок, дом № 3) написал с гостившего у писателя Сютаева портрет «Сектант» (портрет находится в Третьяковской галерее).
Умер Сютаев в деревне Шевелино Новоторжского уезда летом 1892 года. Строгие требования, которые учение Сютаева ставило своим последователям, препятствовали, по-видимому, его распространению. По мнению А. С. Пругавина «сютаевцев» было несколько десятков, хотя сочувствующих им среди окрестных жителей было много.
После смерти Василия Кирилловича Сютаева в 1892 году его семья (жена Мавра Андреевна и все дети с семьями) переехали жить в соседний уезд на хутор, который находился близ деревни Красени Старопасонской волости Вышневолоцкого уезда (приход церкви села Старое ныне Фировского района Тверской области), Землю для обустройства хутора В. К. Сютаев купил незадолго до своей смерти у лесопромышленника Эммануила Брандта, который распродавал земли в Вышневолоцком уезде. 23 апреля 1905 года в возрасте 79-ти лет умерла Мавра Андреевна Сютаева и погребена была на приходском кладбище Старопасонского погоста. А к 1930-м годам опустел и весь хутор, внуки и правнуки В. К. Сютаева разъехались по близлежащим поселкам уезда. А текущий рядом с хутором ручей, впадающий в речку Красенку до сих носит название «Сютаевский».
Жена — Мавра Андреевна (родилась 23 апреля 1825 года в деревне Заполье Новоторжского уезда, умерла 15 января 1905 года деревне Красени Вышневолоцкого уезда). Их дети — Михаил (1846—1924), Александр (1848—1849), Дмитрий (1850—1920), Яков (1854—1857), Иван (1856—1828), Домна (1859—1926), Евдокия (1862—1932), Василий (1866—1866).
Родители — Кирилл Федорович (1793—1851) и Евдокия Филипповна (1793—1846) — крепостные крестьяне Николая Александровича Львова (1754—1803).